# Bundesverband für Betriebs- und Regenwasser
Der Bundesverband für Betriebs- und Regenwasser e.V. (fbr) ist eine bundesweite Vereinigung, die sich für die Belange der Regenwasserbewirtschaftung, insbesondere der Regenwassernutzung, der Betriebswassernutzung, Regenwasserversickerung und anderer Betriebswassernutzungen (insbesondere aus Grauwasser) einsetzt. Die fbr versteht ihre Aufgabenstellung dabei im Sinne einer Zukunftsvorsorge und unter Beachtung aller Gesichtspunkte des Wasser- und Klimaschutzes und von Wissenschaft und Forschung. Als gemeinnützige, politisch und wirtschaftlich unabhängige Organisation arbeitet sie fachlich schwerpunktmäßig auf dem Gebiet der dezentralen Wasserwirtschaft.

## Geschichte
Die fbr wurde 1995 in Darmstadt als Fachvereinigung Betriebs- und Regenwassernutzung gegründet. Motivation für die Gründung im November 1995 war die kontroverse und zum Teil unsachliche Diskussion zur Regenwassernutzung, der Bedarf zur Koordination und Förderung von Forschung und Entwicklung sowie die Sammlung und Weitergabe von Informationen. Ein wichtiger Konsens der Gründungsgruppe war eine gemeinsame und sachliche Haltung zur Betriebs- und Regenwassernutzung, durch die letztendlich eine Förderung dieser Technik stattfinden soll.
Interessierte sollten durch die Fachvereinigung eine zentrale Institution haben, um sich zu informieren und weiterzubilden, aber auch die Möglichkeit erhalten, andere Personen aus dem Bereich Betriebs- und Regenwassernutzung kennenzulernen. Präsident ist seit 2015 Torsten Grüter.

## Aufgaben
Die Vereinigung hat den Zweck zur Erhaltung des natürlichen Wasserhaushaltes, zur Einsparung von Trinkwasser und Reduzierung von Abwasser unter Beachtung aller Gesichtspunkte des Umweltschutzes und die auf dem Gebiet der Betriebs- und Regenwassernutzung, Regenwasserbewirtschaftung sowie Erhaltung des natürlichen Wasserkreislaufes Tätigen und Interessierten zusammenzuführen.
Der Schwerpunkt der Tätigkeit liegt auf der Erarbeitung und Aktualisierung von Fachpublikationen, die Mitarbeit an fachspezifischen Normen und den Informationsaustausch zwischen Fachinteressierte. Dazu führt die fbr Tagungen und Seminare durch und ist auf den einschlägigen Fachmessen präsent. Darüber hinaus veröffentlicht die fbr viermal jährlich die Zeitschrift fbr-wasserspiegel mit Beiträgen und Informationen sowie in unregelmäßigen Abständen Bücher in der fbr-Schriftenreihe zur Betriebs- und Regenwassernutzung.

## Zeitschrift
Die Verbandszeitschrift fbr-wasserspiegel erscheint vierteljährlich und informiert die Fachwelt über Themen zur Regenwassernutzung, Regenwasserbewirtschaftung, Grauwasserrecycling, Umgang mit Niederschlagswasser in Städten und Kommunen sowie Informationen und Meldungen aus der Branche. Alle zwei Jahre erscheint zudem die fbr-Marktübersicht Regenwassernutzung und Regenwasserbewirtschaftung.